# 大湾乡 (泾源县)
大湾乡，是中华人民共和国宁夏回族自治区固原市泾源县下辖的一个乡镇级行政单位。

## 行政区划
大湾乡下辖以下地区：
六盘村、何堡村、瓦亭村、中庄村、尚坪村、苏堡村、绿塬村、杨岭村、董庄村、牛营村、武坪村、四沟村和大湾村。